# Exposició de Primavera (1932-1936)

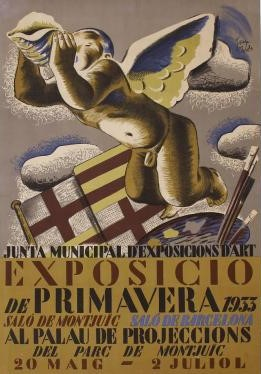
Cartell de l'Exposició de Primavera de 1933, de la Junta Municipal d'Exposicions d'Art de Barcelona, amb una il·lustració de Josep Obiols

L'Exposició de Primavera va ser una mostra col·lectiva d'arts visuals, de caràcter anual, impulsada per la Junta Municipal d'Exposicions d'Art de Barcelona, que va tenir lloc en diversos indrets del parc de Montjuïc entre 1932 i 1936. Estava integrada pel Saló de Montjuïc i el Saló de Barcelona.
La mostra va comptar amb la participació de nombrosos artistes catalans del primer terç del segle xx, que van exposar les seves obres en diverses categories: pintura, escultura, dibuix, arquitectura i art aplicat. Entre els participants s'hi compten noms com els d'Enric Casanovas, Josep Clarà, Joan Commeleran, Teresa Condeminas, Feliu Elias, Apel·les Fenosa, Josep Llorens Artigas, Elvira Homs, Josep Obiols, Rafael Llimona, Lluís Masriera, Eliseu Meifren, Xavier Nogués, Marià Pidelasserra, Josep-Víctor Solà Andreu, Joaquim Sunyer o Josep de Togores entre molts d'altres.

## Història
Caiguda la dictadura de Primo de Rivera, i arran de la instauració de la Generalitat republicana, la ciutat de Barcelona va impulsar la celebració d'un certamen artístic anual per donar a conèixer els artistes del moment i obrir les portes als artistes emergents amb una selecció de les seves obres d'art. Per fer-ho, l'abril de 1932 es va constituir la Junta Municipal d'Exposicions d'Art, presidida per l'alcalde Jaume Aguadé i integrada per regidors de l'ajuntament i representants de l'àmbit artístic, com Joan Rebull, Lluís Masriera o Frederic Marés, entre d'altres. En paraules del promotor d'art Joan Merli, que exercia de secretari de la Junta: 
"Calia que Barcelona, en règim republicà, reprengués les grans manifestacions culturals i artístiques que havia mig ofegat la Dictadura, i, per tant, l'Exposició de Primavera de 1932 s'havia de celebrar on fos mitjanament passador".
La primera edició de l'Exposició de Primavera va tenir lloc al Palau Nacional de Montjuïc (futura seu del Museu Nacional d'Art de Catalunya) entre el 22 de maig i el 3 de juliol de 1932. La segona edició tingué lloc al Palau de Projeccions, també a Montjuïc, entre el 20 de maig i el 2 de juliol de 1933. L'Exposició de Primavera de 1934 va celebrar-se entre el 20 de maig i el 8 de juliol a la part dreta del Palau de la Metal·lúrgia de Montjuïc (espai conegut, a partir d'aquell moment, com a Saló de l'Art Modern). En aquella edició, a iniciativa del Conseller de Cultura de la Generalitat, Ventura Gassol, van concedir-se per primera vegada els premis Damià Campeny d'escultura i Isidre Nonell de pintura, dotats amb 5.000 pessetes cadascun, per guardonar les millors obres d'entre les concorrents a l'exposició. Les edicions de 1935 (19 de maig-7 de juliol) i 1936 (31 de maig - 12 de juliol) també van celebrar-se al Saló de l'Art Modern. A causa de l'esclat de la Guerrra Civil, el 1937 es va celebrar una convocatòria reduïda de l'Exposició de Primavera, que va tenir lloc entre el 15 i el 31 de juliol al vestíbul superior de l'estació dels ferrocarrils de Plaça Catalunya, amb el suport de les seccions artístiques dels sindicats UGT i CNT. A partir d'aquell any, com a conseqüència dels efectes de la guerra i l'establiment de la dictadura franquista, l'Exposició de Primavera no es va tornar a celebrar.

## Premis[1][9]
1934
- Premi Damià Campeny d'escultura: Josep Clarà, Nu de noia
- Premi Isidre Nonell de pintura: Manuel Humbert, Descans

1935
- Premi Damià Campeny d'escultura: Enric Casanovas, Noia nua
- Premi Isidre Nonell de pintura: Eliseu Meifrèn, Martigues

1936
- Premi Damià Campeny d'escultura: Josep Viladomat, Noia nua
- Premi Isidre Nonell de pintura: Pere Pruna, Senyora cansada de beure vi [L'autor va renunciar al premi]